# Verah

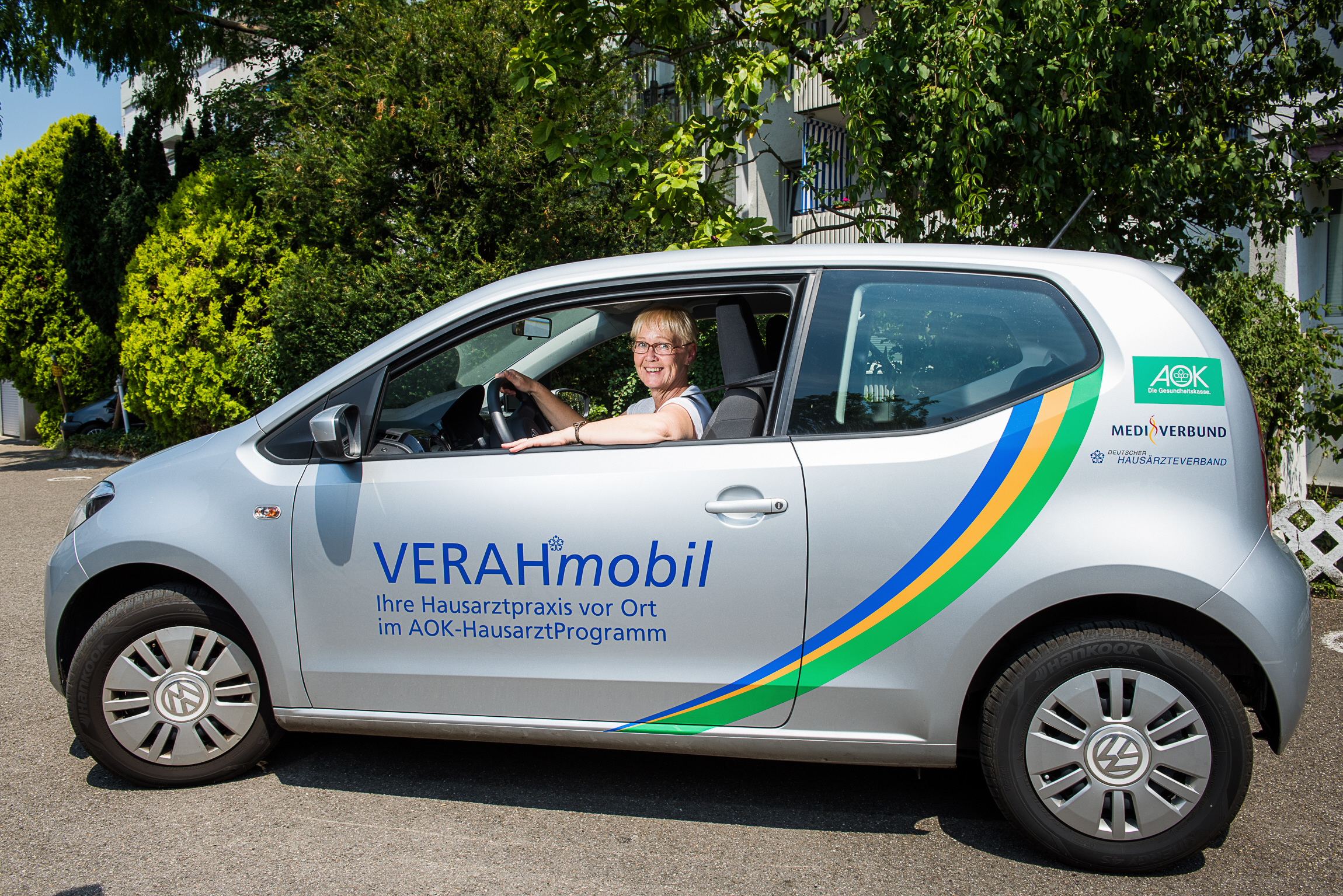

VERAH (Versorgungsassistentin in der Hausarztpraxis) ist eine Initiative zur Qualifizierung von medizinischen Fachangestellten oder Angehörigen anderer medizinischer Fachberufe mit beruflicher Erfahrung in der Hausarztpraxis. Die Fortbildung zur VERAH wurde vom Institut für hausärztliche Fortbildung im Hausärztinnen und Hausärzteverband in Zusammenarbeit mit dem Verband medizinischer Fachberufe entwickelt und ausgestaltet. Das VERAH-Konzept wird bundesweit von den Ärztekammern und den Kassenärztlichen Vereinigungen als Qualifikationsabschluss in der ambulanten Versorgung anerkannt.
Derzeit (Stand Stand 2023) gibt es knapp 16.500 zur VERAH fortgebildete medizinische Fachangestellte. Ergänzend zur Fortbildung organisiert das Institut für hausärztliche Fortbildung mehrmals im Jahr VERAH-Kongresse, in denen Seminare angeboten werden.

## Ziele und Inhalt der Fortbildung
Innerhalb der Fortbildung werden die Teilnehmer für die in der Hausarztpraxis anfallenden nichtärztlichen Tätigkeiten weiterqualifiziert. Dazu zählen unter anderem Case-, Wund- und Praxismanagement. Dabei bilden neben der Praxistätigkeit Hausbesuche einen Schwerpunkt der Arbeit. Indem alle Kompetenzen in der Hausarztpraxis gebündelt bleiben, wird diese als Ort der hausarztzentrierten Versorgung gestärkt. Die Patienten werden vom vertrauten Praxispersonal betreut und versorgt.
Um die Fortbildung zur VERAH zu absolvieren, müssen die Anwärter
- acht Fortbildungsmodule erfolgreich besuchen,
- eine Hausarbeit (Fallbeschreibung eines Patienten in der eigenen Praxis) vorlegen,
- den Nachweis eines Praktikums oder einer Hospitation über 40 Unterrichtseinheiten vorlegen,
- ein Prüfungsgespräch erfolgreich führen,
- 54 Kompetenzstunden (Unterrichtseinheiten) absolvieren.